# Oecetis kastor
Oecetis kastor is een schietmot uit de familie Leptoceridae. De soort komt voor in het Oriëntaals gebied.